# Ouati Keita
Ouati Keita fue el tercer Mansa del Imperio de Malí reinando de 1270 a 1274.
Ouati Keita fue uno de los dos niños de generales adoptados por Sundita keita. Y fue adoptado en la corte real al igual que Wali Keita (c. 1270) y otro hijo de general llamado Khalifa. Igual que otros miembros del clan Keita, él era elegible para el trono y peleó por el contra Khalifa después de la muerte Mansa Wali poco después de su regreso de su hajj o viaje a La Meca.
Khalifa lo sucedió pero solo gobernó por cuatro tumultuosos años. Para el tiempo de la muerte de Ouati el imperio de Sundita estaba en ruinas.
Con Ouati fuera del camino, Khalifa retornó la capital de Naini peleando el trono dejando al hermano de Sundiata en un cargo menor nuevamente. Oati es recordado como un mal gobernante y Khalifa probó ser peor.

| Predecesor: Ouali I | Mansa de Malí 1270 – 1274 | Sucesor: Khalifa |